# British Rail Class 93 (Stadler)
Đầu máy British Rail Class 93 là một loại đầu máy ba chế độ được chế tạo bởi Stadler Rail tại Valencia. Đây là một phiên bản cải tiến của đầu máy Class 88 hai chế độ, được Stadler chế tạo cho công ty Direct Rail Services. Đầu máy này sử dụng ba nguồn năng lượng khác nhau để vận hành – 4.000 kW (5.400 hp) từ nguồn điện xoay chiều 25 kV được tiếp điện từ đường dây trên cao, hoặc động cơ diesel 900 kW (1.200 hp) kết hợp với bộ pin 400 kW (540 hp) – cho phép đầu máy hoạt động trên cả các tuyến đường có hệ thống điện khí hóa và không có hệ thống điện khí hóa đường sắt.
Rail Operations Group hiện là nhà khai thác duy nhất và họ đã đặt mua mười chiếc đầu máy Class 93.

## Phát triển

### Bối cảnh
Kể từ khi các đầu máy hơi nước dần bị loại bỏ vào những năm 1960, phần lớn các đoàn tàu chở hàng ở Anh được vận hành bằng đầu máy diesel. Vào cuối những năm 2010, trong một nỗ lực lớn nhằm hướng tới việc giảm thiểu phát thải khí carbon, Bộ Giao thông Vận tải (DfT) đưa ra một mục tiêu dài hạn là loại bỏ hoàn toàn việc sử dụng đầu máy chỉ sử dụng nhiên liệu là dầu diesel trên các tuyến đường sắt của Anh vào năm 2040, mặc dù mới chỉ có 46,5% tổng số tuyến đường được điện khí hóa. Tuy nhiên, do thiếu sự hỗ trợ từ chính phủ đối với lĩnh vực vận tải hàng hóa thông qua đường sắt, các nhà khai thác thường gặp khó khăn trong việc thuyết phục chính phủ cũng như những nhà đầu chi cho các khoản đầu tư lớn như mua đầu máy mới. Do đó, tính đến năm 2020, nhiều đầu máy có tuổi đời từ 25 đến 50 năm vẫn còn hoạt động.

### Cơ sở hình thành
Được thành lập vào năm 2015, Rail Operations Group (ROG) nhanh chóng quan tâm đến công nghệ đầu máy hai chế độ và vận tải hàng hóa tốc độ cao. Công ty nhận thấy rằng các đối thủ chủ yếu sử dụng đầu máy Class 66, được giới thiệu từ giữa những năm 1990 và coi đây là tiêu chuẩn để đổi mới trong thị trường vận tải hàng hóa bằng đầu máy kéo. ROG đã hợp tác với nhà sản xuất đầu máy Stadler Rail để phát triển đầu máy ba chế độ công suất cao, được đặt tên là Class 93. Ý tưởng này lần đầu được đề xuất vào năm 2018.

### Lịch sử phát triển
Vào tháng 1 năm 2021, ROG đã xác nhận đơn đặt hàng 30 đầu máy Class 93, với 10 chiếc đầu tiên dự kiến bàn giao vào năm 2023. Grand Union đã đề xuất sử dụng các đầu máy Class 93 phục vụ vận tải hành khách trên tuyến đường từ Ga London Euston đến Ga Stirling.
Vào giữa năm 2022, Stadler đã bắt đầu sản xuất loạt đầu máy Class 93 tại nhà máy của mình ở Valencia. Đến ngày 1 tháng 7 năm 2023, chiếc đầu máy đầu tiên đã được chính thức bàn giao cho ROG, họ đã tiến hành thử nghiệm đối với loại đầu máy này để hỗ trợ việc đưa chúng vào vận hành trong tương lai.
Đến tháng 2 năm 2024, mười chiếc đầu máy đã được chế tạo, nhưng vẫn còn nhiều điều chưa chắc chắn đối với 20 chiếc đầu máy còn lại theo như đơn đặt hàng.

## Đặc điểm kỹ thuật
Đầu máy Class 93 là một phiên bản được phát triển từ hai lớp đầu máy là Class 88 và Class 68, cả hai đều được chế tạo bởi Stadler. Tương tự như đầu máy Class 88, Class 93 được thiết kế cho vận tải hàng hóa tốc độ cao, chúng sử dụng nguồn năng lượng điện khi hoạt động trên các đoạn đường có đường dây điện trên cao, nhưng cũng có khả năng tự vận hành bằng động cơ diesel. Tuy nhiên, Class 93 được cải tiến hơn so với Class 88  –  vốn chỉ tạo ra công suất tối đa 710 kW (950 hp) khi chạy bằng động cơ diesel, khiến chúng gặp phải những giới hạn nhất định, chủ yếu trong các hoạt động được coi là "chặng cuối"  –  thiết kế của Class 93 bao gồm một động cơ diesel 900 kW (1.200 hp) và một bộ pin 400 kW (540 hp) có thể được nạp lại. Động cơ diesel là loại Caterpillar C32 tăng áp, 12 xi-lanh, đáp ứng các tiêu chuẩn khí thải Giai đoạn V của Liên minh Châu Âu.
Bộ pin sử dụng một nhóm vật liệu oxit bao gồm lithium và titanium được gọi là lithium-titanium oxide và sẽ được trang bị hệ thống làm mát bằng chất lỏng, cho phép sạc và xả nhanh chóng. Các bộ pin có thể được sạc theo ba cách: từ nguồn điện xoay chiều (AC) trên cao được truyền qua cần tiếp điện và được truyền đến máy biến áp trên tàu, bằng động cơ diesel khi toàn bộ công suất không cần thiết cho việc kéo tàu được thu hồi lại, hoặc sử dụng năng lượng thu hồi được trong quá trình sử dụng phanh tái sinh.
Class 93 có tốc độ tối đa lên đến 110 mph (180 km/h) và cung cấp tối đa 1.300 kW (1.700 hp) công suất khả dụng khi chạy ở chế độ "hybrid" sử dụng động cơ diesel kết hợp với pin.

## So sánh với các đầu máy cạnh tranh
So với Class 66, đầu máy Class 93 có tốc độ tối đa cao hơn, khả năn tăng tốc tốt hơn trên các tuyến đường được điện khí hóa và chi phí vận hành thấp hơn vì chỉ tiêu tốn một phần ba lượng nhiên liệu so với Class 66. Trọng lượng nhẹ hơn cũng giúp giảm phí sử dụng. ROG cho rằng Class 93 là một sự lựa chọn kinh tế vượt trội, đặc biệt cho vận tải liên vận và vận hành hỗn hợp. Mỗi đầu máy có giá khoảng 4 triệu bảng Anh.

## Mô hình
Vào năm 2021, Revolution Trains thông báo rằng họ đang trong giai đoạn đầu của việc phát triển mô hình tỷ lệ OO của đầu máy Class 93, sử dụng dữ liệu CAD được cung cấp bởi Stadler.